# 韦列
韦列（義大利語：Veglie），是意大利莱切省的一个市镇。总面积61.35平方公里，人口14352人，人口密度233.9人/平方公里（2009年）。ISTAT代码为075092。